# Korologi
Korologi (av grekiska choros: rum) betecknar utbredning, rumslig fördelning eller geografisk lokalisering. Geografin sägs vara korologisk, d. v. s. ämnet ser som sin huvuduppgift att beskriva och förklara lokaliseringsförhållanden och utbredningsmönster på jordytan, särskilt sådana som härrör från sambandet natur-miljö-människa.
Till korologi räknas studier av olika fenomens geografiska lokalisering och fördelning med hjälp av statistiska metoder, som befolkning, industri och bebyggelse. 